# Albert-Schultz-Eishalle

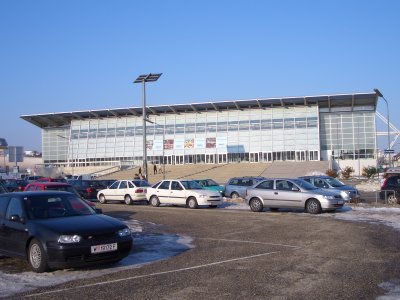
Lodowisko im. Alberta Schultza

Albert-Schultz-Eishalle – kryte lodowisko w Wiedniu, w 22. dzielnicy – Donaustadt, przy stacji metra U1, Kagran. Otwarta w roku 1995 i nazwana imieniem Alberta Schultza. Może pomieścić 7022 widzów.
Hala stanowi siedzibę austriackiego klubu hokejowego Vienna Capitals.
Mają w niej miejsce również treningi łyżwiarzy figurowych.